# Stavri Nica
Stavri Nica (Coriza, 8 luglio 1954) è un allenatore di calcio albanese, tecnico dello Shkumbini.

## Palmarès

### Allenatore

#### Club

##### Competizioni nazionali
- Coppa d'Albania: 1

Laçi: 2012-2013